# 항도중학교
항도중학교(港度中學校)는 대한민국 부산광역시 부산진구 전포동에 있는 사립 중학교이다.

## 학교 연혁
- 1949년 10월 20일 : 학교 법인 항도학원 설립, 항도중학교 인가
- 1949년 10월 20일 : 초대 성국환 이사장 취임, 초대 성만한 교장 취임
- 1971년 10월 20일 : 이동우 이사장 취임
- 2018년 9월 28일 : 이성재 이사장 취임
- 2023년 3월 1일 : 서정환 교장 취임
- 2024년 12월 31일 : 제77회 졸업식(누계 24,340명 졸업)
- 2025년 3월 4일 : 입학식(신입생 136명 5학급)

## 참고 자료
- 항도중학교 - 한국교육학술정보원 학교알리미